# Федосов, Никита Петрович
Ники́та Петро́вич Федо́сов (12 января 1939, Москва — 17 мая 1992, Вели, Тверская область) — советский художник-пейзажист, лауреат Государственной премии РСФСР.

## Биография
Отец — инженер, из семьи смоленских крестьян. Мать — искусствовед-реставратор Брюсова В. Г.. Родители развелись.
В 1949—1956 годах учился в Московской художественной школе при МГАХИ имени В. И. Сурикова (преподаватель М. А. Иванова).
В 1956—1962 годах учился в МГАХИ имени В. И. Сурикова (мастерская профессора Д. К. Мочальского). Его дипломная работа «На Двине», встреченная на защите аплодисментами, получила высшую оценку комиссии. На обсуждении дипломной работы профессор П. Д. Покаржевский отметил:
Это – настоящая, полноценная живопись русской школы. Картина написана так, что кажется каждую стружку можно потрогать. Но есть в ней главное – сердце русского человека. Картина написана звонкими, ликующими красками, она, как песня, излучает чувство радости труда, уверенной силы, согласия и человеческой теплоты
.
Член СХ СССР (1964). Учился с 1964 года на правах аспиранта в творческих мастерских АХ СССР (мастерская народного художника СССР Б. В. Иогансона).
Покончил жизнь самоубийством (повесился) 17 мая 1992 года.

## Признание
- Почётная грамота Президиума ВС РСФСР (1965) — за творческие успехи в области изобразительного искусства ему была присуждена
- медаль «За трудовое отличие» (1986)
- Государственная премия РСФСР в области изобразительных искусств (1990) — за пейзаж из цикла «Времена года»

## Выставки
Посмертные персональные выставки Никиты Федосова проходили в Москве в 2000, 2006 и 2009 годах. Юбилейная, к 80-летию, выставка работ прошла в Академии искусств Сергея Андрияки в Москве 18 сентября 2019 года.
Работы художника хранятся в ГТГ, Тверской картинной галерее, Тульском и Серпуховском художественных музеях, в частных коллекциях в России и за рубежом.

## Альбомы
- Никита Петрович Федосов. 1939—1992: к 80-летию со дня рождения (Альбом) / автор-составитель Ю. В. Смирнов; Академия акварели и изящных искусств Сергея Андрияки. — М. 2019 г. — 192 с.: ил.
- Никита Федосов. Жизнь и творчество (2001)

## Семья
Женился в 1966 году, от брака трое детей.